# 生物学的標的
生物学的標的 (英: biological target)とは、他の実体 (内因性リガンドや薬物など) が向けられたり、結合したりして、その行動や機能に変化をもたらす生体内のあらゆるものを指す。生物学的標的の一般的なクラスの例としては、タンパク質および核酸が挙げられる。その定義は文脈に依存しており、薬理学的活性な薬物化合物の生物学的標的、ホルモン (インスリンのような) の受容体標的、または外部刺激の他の標的を指すことができる。生物学的標的は、最も一般的には酵素、イオンチャネル、受容体などのタンパク質である。 

## 機構
外部刺激 (すなわち、薬物またはリガンド) は、生物学的標的に物理的に結合する (「ヒット」する)。物質と標的の間の相互作用には次のようなものがある。 
- 非共有結合 - 刺激と標的の間の比較的弱い相互作用で、2つの相互作用するパートナー間に化学結合が形成されないため、相互作用は完全に可逆的である。
- 可逆的共有結合 - 刺激が標的に化学的に結合する化学反応が刺激と標的の間で発生するが、結合が壊れる可能性がある逆反応も容易に起こる。
- 不可逆的共有結合 - 刺激は不可逆的な化学結合の形成により、標的に永久的に結合する。

刺激の性質に応じて、次のようなことが起こる。 
- 生物学的標的には直接的な変化はないが、物質の結合により、他の内因性物質 (英語版)  (活性化ホルモンなど) が標的に結合するのを防ぐ。標的の性質に応じて、この効果は受容体拮抗、酵素阻害、またはイオンチャネル遮断 (英語版) と呼ばれる。
- 標的の立体構造変化は、標的の機能が変化する刺激によって引き起こされる。この機能の変化は、内因性物質の効果を模倣することができ、この場合はその効果は受容体作動薬 (またはチャンネル活性化剤、または酵素活性化薬 (英語版) ) と呼ばれるか、あるいは受容体の場合は受容体逆作動薬と呼ばれる内因性物質の反対の効果となる。

## 創薬標的
「生物学的標的」という用語は、医薬品の研究で頻繁に使用されており、薬物によってその活性が変化し、望ましい治療効果または望ましくない副作用となる特定の効果をもたらす体内の天然タンパク質を表す。この文脈では、生物学的標的はしばしば創薬標的(drug target) と呼ばれる。現在販売されている薬剤の最も一般的な創薬標的は次の通りである。 
- タンパク質 
  - Gタンパク質共役受容体 (薬剤の50％が標的)[7]
  - 酵素 (特にプロテインキナーゼ、プロテアーゼ、エステラーゼ、ホスファターゼ)
  - イオンチャネル 
    - リガンド依存性イオンチャネル
    - 電位依存性イオンチャネル

  - 核ホルモン受容体
  - チューブリンなどの構造タンパク質
  - 膜輸送タンパク質
- 核酸

## 創薬標的の同定
疾患の生物学的起源の特定や、介入の潜在的な標的を特定することは、逆薬理学アプローチ (英語版) を使用した医薬品発見の最初のステップである。潜在的な創薬標的は必ずしも疾患を引き起こすものではないが、定義上は疾患を修飾するものでなければならない。新しい創薬標的を特定する代替手段としては、表現型スクリーニングに基づいて「オーファン」リガンドを特定するフォワード薬理学 (英語版) があり、その標的は標的デコンボリューションによって特定される。 

## データベース
生物学的標的情報を含むデータベース。 
- 治療標的データベース (TTD)
- DrugBank
- BindingDB（英語版）

## 保全生態学
これらの生物学的標的は種を超えて保存されているため、環境の医薬品汚染は同じ標的を持つ種にとって危険である。たとえば、ヒトの避妊薬に含まれる合成エストロゲンである17-R-エチニルエストラジオール (英語版) は、下水処理場の下流で魚の雌性化 (英語版) を増加させ、それによって生殖のバランスを崩し、魚の生存にさらなる選択的圧力 (英語版) を与えることが示されている。医薬品は通常、水生環境中にng/L～低μg/Lの濃度で存在する。特定の薬物と標的の相互作用の結果として、非標的種で有害な影響が生じる可能性がある。したがって、進化的によく保存された創薬標的は、非標的薬理学的効果のリスクの増加と関連している可能性がある。 